# Leontisc d'Egipte
Leontisc (en llatí Leontiscus, en grec antic Λεοντίσκος) era un fill de Ptolemeu I Sòter i de la famosa cortesana Thais.
L'any 306 aC va caure presoner de Demetri Poliorcetes a la gran batalla naval de Xipre juntament amb el seu oncle Menelau, però Demetri el va retornar ben aviat al seu pare, sense haver de pagar cap mena de rescat, segons diu Ateneu de Nàucratis.